# Ked Ra Ngchemiangel
Ked Ra Ngchemiangel (auch: Kamyangel Terraces) sind eine Anzahl von Terrassen und Wällen in Aimeliik, einem Staat auf der Insel Babeldaob im Inselstaat Palau, die von Menschenhand geschaffenen wurden. Sie wurden 1976 in das National Register of Historic Places der Vereinigten Staaten aufgenommen, als Palau noch Teil der United States Pacific Trust Territories war.

## Geographie
Die Terrassen befinden sich in der Nähe der Mündung des Flusses Kamyangel in die Ngchemiangel Bay bei Ngedebech. Das Gebiet umfasst 6,1 ha (15 acre). Die terrassierten Hügel sind klar menschlichen Ursprungs aus vorgeschichtlicher Zeit. Entstehung und Zweck sind unbekannt. Die Hügel sind in einem Bogen angeordnet mit Blick auf die Bucht. Aus der Luft sieht man, dass diese Terrassen zum Teil einen abgestuften Aufbau haben wie „crown and brim“ (Krone und Krempe), vergleichbar mit einem breitkrempigen Hut. Der Höchste der Hügel erreicht 58 m (190 ft).